# Campagna d'Italia (1796-1797)
La campagna d'Italia del 1796–1797 fu la serie d'operazioni militari guidate da Napoleone Bonaparte alla testa dell'Armata d'Italia durante la guerra della prima coalizione combattuta dalla Francia rivoluzionaria contro le potenze monarchiche europee dell'Antico regime, nello specifico rappresentate dal Regno di Sardegna, dal Sacro Romano Impero e dallo Stato Pontificio.
Il generale Bonaparte dimostrò per la prima volta le sue grandi capacità di stratega e di condottiero raggiungendo, nonostante la limitatezza dei suoi mezzi, una serie di brillanti vittorie che consentirono di instaurare il dominio francese su gran parte dell'Italia settentrionale e centrale. Il generale ottenne grande prestigio e una vasta popolarità, esercitando autonomamente l'autorità sul territorio conquistato e organizzando una serie di stati strettamente collegati alla Francia. Dopo aver agito spesso in contrasto con le direttive del Direttorio, il generale Bonaparte concluse vittoriosamente la campagna firmando personalmente il trattato di Campoformio, che sancì la sconfitta dell'Impero d'Austria e della prima coalizione e confermò la predominante influenza francese in Italia, specie sulle élite peninsulari.

## Antefatti

### Il generale Bonaparte nell'Armata d'Italia
Promosso al grado di generale di brigata dopo aver contribuito alla vittoria di Tolone del 1793, Napoleone Bonaparte si recò a Nizza per ricoprire il nuovo incarico di ispettore dell'artiglieria nell'Armata d'Italia (al cui comando stava il generale Pierre Jadart du Merbion), dove peraltro erano distaccati i due rappresentanti della Convenzione nazionale Augustin de Robespierre (fratello di Maximilien) e Antoine Christophe Saliceti, con lui già durante l'assedio di Tolone.
Nella primavera del 1794 l'Armata d'Italia, già da due anni in guerra con il Regno di Sardegna di Vittorio Amedeo III, era in una situazione critica, con le truppe bloccate tra l'esercito piemontese a nord e le imbarcazioni militari inglesi a sud, che bloccavano il commercio marittimo della Repubblica di Genova di concerto con una squadra navale piemontese basata a Oneglia. Con le forze di Vittorio Amedeo III pesantemente trincerate attorno a Saorgio, Napoleone reputò come miglior cosa procedere velocemente alla conquista di Oneglia, attaccando contemporaneamente tra le valli dei fiumi Roia e Nervia in direzione di Ormea e fino al Tanaro, il tutto sostenuto da un finto attacco contro Saorgio. Così facendo si sarebbero dovuti riallacciare i contatti con Genova, l'esercito sardo sarebbe stato aggirato obbligando lo stesso ad una ritirata e l'armata d'Italia si sarebbe trovata in una posizione più favorevole, controllando i passi montani e vicina alle pianure piemontesi.

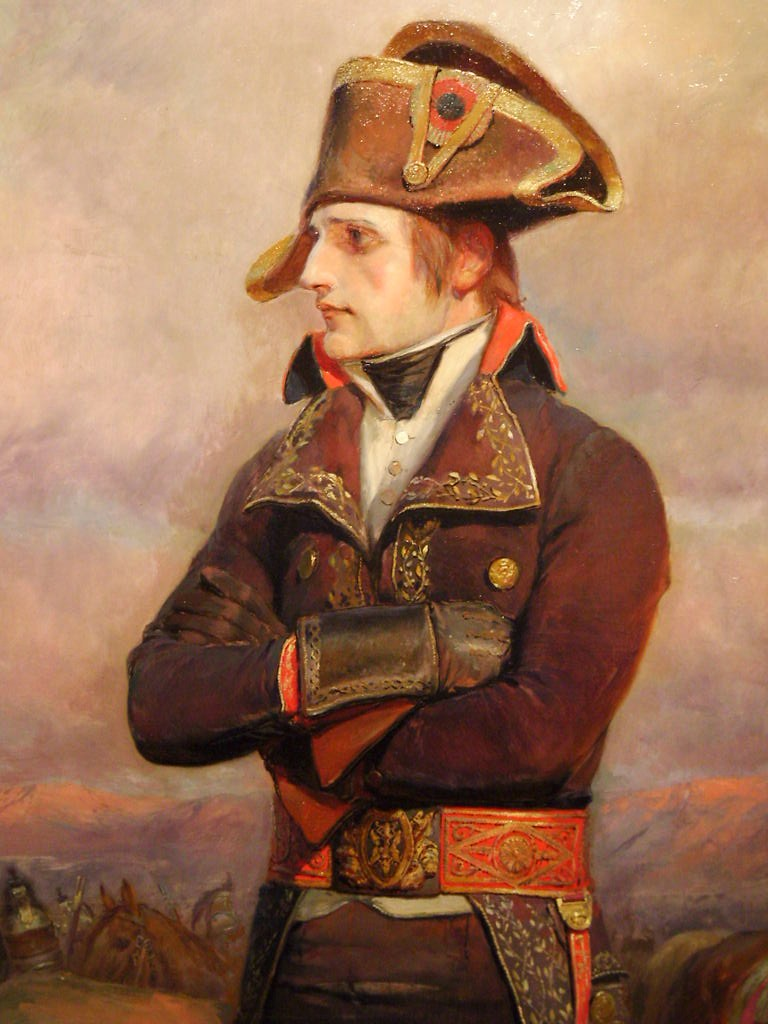
Il generale Napoleone Bonaparte, comandante dell'Armata d'Italia.

Du Merbion affidò 20 000 dei suoi 43 000 uomini a Napoleone che subito delegò il generale di divisione Andrea Massena di attaccare il 16 aprile 1794. Massena conquistò rapidamente Ormea senza incontrare resistenza, quindi piegò verso ovest per tagliare la ritirata agli austriaci di Saorgio, che si arresero all'esercito di Du Merbion che nel frattempo si era messo in marcia da Nizza. Lungo la costa caddero Oneglia, Albenga e Loano, sicché a maggio l'esercito francese aveva sotto controllo i passi dell'Argentera, del Colle di Tenda e del Colle San Bernardo.
A questo punto Napoleone fece pervenire a Parigi, tramite i rappresentanti Robespierre e Saliceti, il piano della seconda parte dell'offensiva, che doveva condurre l'esercito francese a Mondovì, dove sarebbero venuti meno i problemi legati al rifornimento dei soldati che da tempo affliggevano l'armata di Du Merbion. Nello specifico l'armata d'Italia e quella delle Alpi avrebbero dovuto procedere verso est, radunandosi vicino alla ben difesa Cuneo, mentre un'altra colonna avrebbe sbaragliato i piemontesi attorno al Colle di Tenda. Il ministro della guerra Lazare Carnot e il Comitato di salute pubblica approvarono i piani di Buonaparte e il 5 giugno iniziarono le operazioni che ebbero subito sviluppi positivi; tuttavia Carnot fermò ogni ulteriore passo avanti per attendere gli sviluppi del fronte del Reno e per non allontanare troppo i soldati dal meridione francese, dove da poco era stata repressa una ribellione. Robespierre in persona viaggiò fino a Parigi per dissuadere il Comitato. Mentre era in corso il dibattito, il 27 luglio 1794 un colpo di Stato provocò la morte di Maximilien Robespierre e di gran parte dei suoi sostenitori. Lo stesso Napoleone rimase implicato: venne arrestato il 6 agosto per ordine di Saliceti a causa dei rapporti amicali intrattenuti con Augustin.
L'immobilità in cui cadde l'armata d'Italia in seguito all'arresto del generale Buonaparte obbligò Saliceti a scagionarlo e a dargli manforte nelle sue iniziative militari; truppe austriache stavano inoltre concentrandosi nella valle della Bormida per riprendersi Savona. Napoleone ordinò subito di rafforzare la guarnigione della città ligure e i rappresentanti della nuova Convenzione termidoriana autorizzarono ad attaccare nonostante vigesse ancora il veto di Carnot. Il 19 settembre 1794 i francesi passarono all'offensiva prendendo di sorpresa gli austriaci che ripararono su Dego, dove furono sconfitti di misura il 21 settembre. Stabilizzato il fronte, Du Merbion dispose di ritirarsi per non contravvenire ulteriormente agli ordini di Carnot, così i francesi si attestarono su una linea che da Ormea collegava il San Bernardo per terminare nella città costiera di Vado Ligure.

### La decisione di Barras

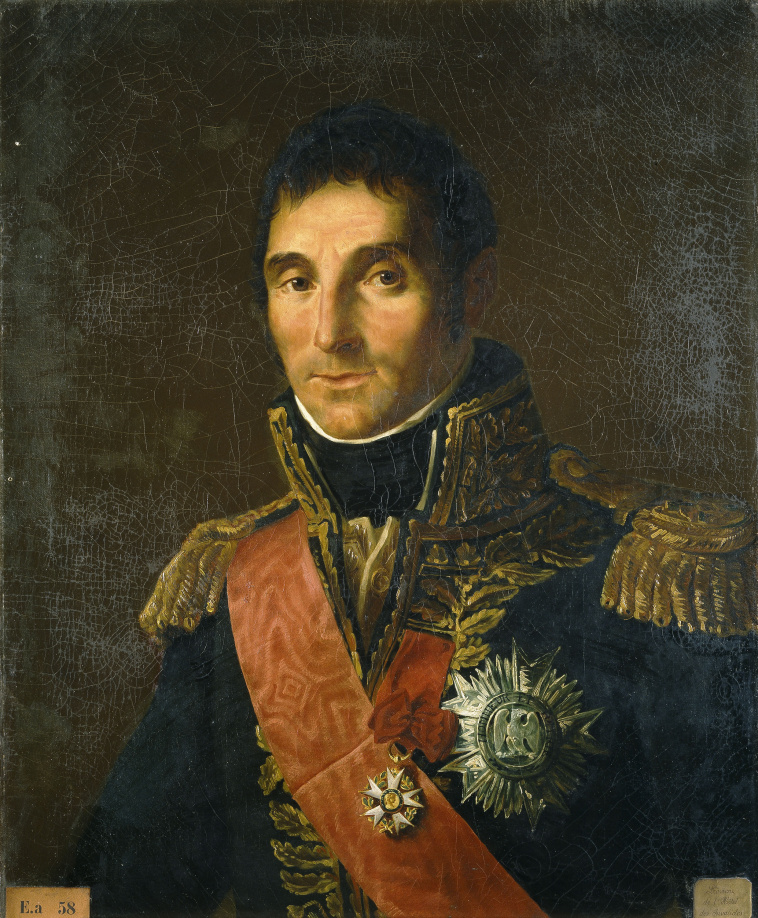
Il generale francese Andrea Massena, vincitore della battaglia di Loano

Napoleone, dopo essere stato rimandato a Tolone per partecipare ad una presunta invasione della Corsica, mai realizzata, nel maggio 1795 venne assegnato ad una brigata di fanteria impegnata nella repressione dei moti ribelli in Vandea. Deluso da questi ordini, rassegnò le dimissioni ma il 29 giugno, cioè otto giorni dopo, gli austriaci spinsero indietro fino a Loano i 30 000 soldati dell'armata d'Italia, ora al comando di François Christophe Kellermann che scrisse a Parigi di non essere certo nemmeno di riuscire a tenere Nizza. I fatti imposero al governo francese di richiamare come generale di artiglieria Bonaparte, che fu inviato al Bureau Topographique del ministero della guerra, una sorta di stato maggiore dell'esercito francese. Nel luglio 1795 il generale còrso espose le sue idee dichiarando fondamentale la riconquista di Vado Ligure e Ceva, tesi accolte e rigirate al nuovo comandante dell'armata d'Italia, Barthélemy Louis Joseph Schérer.
La lentezza dei 16 000 soldati di rinforzo fece sì che ai primi di ottobre Schérer disponesse solamente di 33 000 uomini, ma a suo vantaggio vi erano i dissapori tra il comandante dei 30 000 austriaci De Vins, poi dimessosi e sostituito da Wallis, e il capo dell'esercito sardo, forte di 12 000 unità, Michelangelo Alessandro Colli-Marchini, che bloccarono ogni ulteriore avanzata delle due fazioni alleate. Schérer divise le sue forze in tre divisioni: una al comando di Jean Mathieu Philibert Sérurier operante da Ormea, una agli ordini di Massena basata a Zuccarello e un'altra diretta da Pierre François Charles Augereau stanziata a Borghetto Santo Spirito. Il 23 novembre i francesi iniziarono l'offensiva con Massena vittorioso nella battaglia di Loano ma, a causa dell'allungamento delle linee di rifornimento, Schérer perse l'impeto iniziale e gli austriaci riuscirono, il 29 novembre, ad impostare una linea difensiva ad Acqui Terme.
L'instabile situazione politica parigina portò ad un nuovo cambio di organico del Comitato di salute pubblica e, il 15 settembre, Napoleone venne cancellato dalla lista dei generali in servizio effettivo. Meno di un mese dopo scoppiò l'insurrezione del 13 vendemmiaio anno IV (5 ottobre 1795) capeggiata dai realisti che, alla testa di 20 000 militi della guardia nazionale francese, marciarono verso il palazzo delle Tuileries, sede del governo che subito delegò Paul Barras di risolvere la complicata situazione; Barras chiese immediatamente aiuto a Buonaparte che disperse i rivoltosi dando ordine di far fuoco coi cannoni. Cinque giorni dopo Napoleone era di nuovo nei ranghi dell'esercito francese e, il 27 marzo 1796, dopo il licenziamento di Schérer, gli fu affidato il comando dell'armata d'Italia.

### Situazione degli eserciti e piano francese
Nel 1790 l'allora Imperatore del Sacro Romano Impero Giuseppe II poteva disporre di un esercito di 350 000 soldati, 58 000 dei quali inquadrati in quella che era considerata la migliore cavalleria del tempo. La composizione era tuttavia molto eterogenea e rispecchiava la vastità dei domini di Giuseppe II: sotto le armi infatti vi erano austriaci, ungheresi, serbi e croati, con non indifferenti problemi di comunicazione. Le tattiche, come avveniva per ogni altro esercito monarchico, erano basate sul concetto dello schieramento lineare che, se all'inizio dette buoni risultati contro le indisciplinate truppe francesi, dal 1796 dovette segnare il passo contro il genio di Napoleone. Gli attacchi prevedevano scariche di fucileria seguite da cariche di fanti, e non erano disponibili validi generali di artiglieria. Il comando supremo spettava all'imperatore, unica autorità superiore al consiglio aulico composto da generali incaricati di dettare le strategie.
Gli austriaci addestrarono anche secondo le proprie vedute l'esercito sardo, ma tra i due alleati regnava una reciproca diffidenza, tanto che il consiglio aulico aveva avvertito Johann Peter Beaulieu de Marconnay, comandante supremo delle truppe austriache in Italia, di aspettarsi da un momento all'altro un tradimento. Beaulieu poteva disporre di tre armate per le operazioni militari: la prima, sotto il suo diretto controllo, contava 19 500 unità, la metà delle quali stanziate attorno ad Alessandria; la seconda, alle dipendenze di Argenteau acquartierato ad Acqui Terme, era forte di 15 000 uomini dispiegati tra Carcare e le alture sopra Genova; la terza era agli ordini del generale Colli e racchiudeva 20 000 soldati sardi dislocati ad ovest di Torino, affiancati da un distaccamento austriaco posto alle dipendenze del generale Giovanni Provera e schierato da Cuneo a Ceva e Cosseria. Il totale era quindi di 54 500 uomini circa.

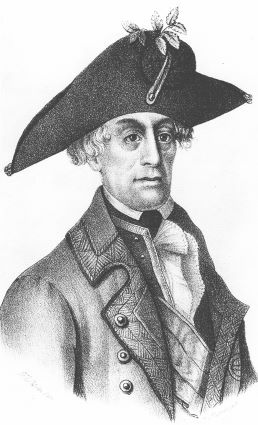
Johann Beaulieu de Marconnay, comandante in capo austriaco a cui successe dopo la battaglia di Lodi Dagobert von Wurmser

Peculiarità dell'esercito francese era invece la velocità di movimento dettata dalle scarse risorse disponibili, il che obbligava i soldati a vivere alle spese dei territori occupati senza bisogno di lunghi carriaggi di viveri al seguito. Nel 1796 l'armata d'Italia era composta da circa 63 000 effettivi (contro i 106 000 del 1792), dei quali però solo 37 600 pronti per un immediato impiego, a cui potevano aggiungersi i circa 20 000 militi dell'armata delle Alpi (Armée-des-Alpes). Questi soldati erano però demoralizzati, dispersi lungo la strada costiera che da Nizza va a Savona, e pericolosamente esposti dal mare alle navi britanniche, dalle colline ai guerriglieri valdesi e dalle montagne all'esercito austriaco. Il deficit di razioni alimentari era cronico, mentre la paga era in ritardo di alcuni mesi. Alcune demi-brigade ospitavano consigli realisti e il 25 marzo 1796 si erano ammutinati due battaglioni a Nizza. I piani del ministero della Guerra prevedevano che l'armata d'Italia avrebbe dovuto impossessarsi della pianura lombarda proseguendo quindi fino al fiume Adige di cui avrebbero risalito la valle per superare le Alpi dopo aver toccato Trento, finendo quindi nel Tirolo dove, assieme al generale Jean Victor Marie Moreau proveniente dal Reno, avrebbe poi proseguito annientando definitivamente l'esercito austriaco e conquistando Vienna. Più in concreto gli ordini scritti dal ministero della Guerra per Napoleone gli imponevano di spingersi nel milanese con un attacco secondario contro Acqui e Ceva in modo da non inimicarsi ulteriormente il governo piemontese, la cui popolazione non era del tutto contraria alle idee rivoluzionarie. Bonaparte ritenne però indispensabile la conquista del Piemonte e insistette talmente tanto che il Direttorio, il 6 marzo 1796, corresse gli ordini come segue:

## Ordini di battaglia

### Armata d'Italia
Ordine di battaglia dell'armata d'Italia al 12 aprile 1796
Comandante in capo: Napoleone Bonaparte

Capo di stato maggiore: Louis Alexandre Berthier (assistente: Martin Vignolle)

Comandante del genio militare: Francois de Laubat Chasseloup

Comandante dell'artiglieria: Jean Lambert Dujard
Commissari generali: Saliceti e Chauvet

Aiutanti di campo di Napoleone: Gioacchino Murat, Luigi Bonaparte, Auguste Marmont, Sułkowski, Jean-Andoche Junot, Géraud Duroc

Aiutanti di campo di Berthier: Dutailis, Gonnord e Ballet
- Avanguardia di Massena[34]
  - Divisione Laharpe (1ª, 14ª, 70ª e 99ª demi-brigade légère e I battaglione della 21ª demi-brigade légère; 9 400 soldati)
  - Divisione Meynier[35]
    - Brigata Menard (8ª demi-brigade légère e II battaglione della 21ª demi-brigade légère; 3 400 soldati)
    - Brigata Joubert (3ª demi-brigade légère, 51ª e 55ª demi-brigade de bataille; 2 250 soldati)
    - Brigata Dommartin (84ª demi-brigade de bataille; 2 970 soldati)
- Divisione Sérurier (19ª, 46ª, 56ª demi-brigade de bataille; 9 450 soldati)
- Divisione Augereau
  - Brigata Banel (39ª, 69ª demi-Brigade de bataille; 6 200 soldati)
  - Brigata Victor (18ª, 32ª demi-brigade de bataille; 6 300 soldati)
- Brigata Rusca[36] (4ª, 18ª demi-brigade légère; 2 600 soldati)
- Corpo di cavalleria del generale Stengel (4 868 effettivi)
  - Divisione Stengel
    - 1º reggimento ussari (600)
    - 10º reggimento cacciatori a cavallo (700)
    - 22º reggimento cacciatori a cavallo (900)
    - 25º reggimento cacciatori a cavallo (350)
    - 5º reggimento dragoni (240)
    - 20º reggimento dragoni (300)

  - Divisione Kilmaine
    - 7º reggimento ussari (400)
    - 13º reggimento ussari (250)
    - 24º reggimento cacciatori a cavallo (400)
    - 8º reggimento dragoni (368)
    - 15º reggimento dragoni (360)
- Artiglieria e genio militare (3 800 effettivi)
- Truppe a difesa delle linee di comunicazione (8 978 soldati)
  - 7ª divisione (1ª della costa) Mouret (4 808 soldati)
    - 13ª demi-brigade de ligne (1 battaglione)
    - 83ª demi-brigade de ligne (3 battaglioni)
    - 10ª demi-brigade de ligne provvisoria (2 battaglioni)
    - Battaglione granatieri

  - 8ª divisione (2ª della costa) de Casabianca (3 125 soldati)
    - 15ª demi-brigade légère (3 battaglioni)
    - Demi-brigade de Jura et Herault (1 battaglione)
    - Cavalleria appiedata (1 battaglione)

  - 9ª divisione (3ª della costa) Casalta (1 045 soldati)
    - 12ª demi-brigade de ligne (1 battaglione)
    - 56ª demi-brigade de ligne (1 battaglione)
- Riserva di Marsiglia e di Tolone (1 900 uomini)
  - Demi-brigade de Lot-et-Landes (2 battaglioni)
  - Bataillon de Jemappes
  - Bataillon de Paris

Forza totale: 61 738 e 60 cannoni (più 24 pezzi leggeri da montagna)

Forza effettiva: 41 570, tolte le truppe addette alle linee di comunicazione

In campo: 37 600 tolti gli ammalati, gli assenti ecc.

### Esercito austro-sardo
Ordine di battaglia dell'esercito austro-sardo al 4 aprile 1796
Comandante in capo: Michelangelo Alessandro Colli-Marchini
- Corpo di Provera
  - 44º reggimento di fanteria "Belgiojoso" (austriaci - 2 battaglioni e 2 compagnie granatieri)
  - Corpi franchi di Gyulai (austriaci - 2 battaglioni)
- Truppe a La Pedaggera[38] (brigadier generale Brempt)
  - Reggimento di fanteria di Vercelli (2 battaglioni)
  - Reggimento di fanteria reale alemanno (2 battaglioni)
  - Reggimento di fanteria di Genova (2 battaglioni)
  - Reggimento di fanteria del Chiablese (2 battaglioni)
  - Corpo dei pionieri (1 battaglione)
- Avanguardie della Bormida (colonnello Colli da Vigevano)
  - 2 battaglioni e 2 compagnie di cacciatori
  - Reggimento di fanteria di Acqui (2 battaglioni e 2 compagnie di cacciatori)
  - Reggimento di fanteria di Tortona (1 battaglione)
  - 1 battaglione di croati
  - 3 compagnie della milizia
- Campo e Forte di Ceva (generale Vital)
  - Reggimento di fanteria di Oneglia (2 battaglioni e 2 compagnie granatieri)
  - Reggimento di fanteria della Savoia (2 battaglioni)
  - Reggimento di fanteria della Guardia (1 battaglione)
  - Reggimento di fanteria vallesano "Stettler" (3 battaglioni)
  - 2 Battaglioni granatieri (Carret & de la Tour)
- Avanguardie del Tanaro (brigadier generale Dichat)
  - 2 battaglioni della Legione truppe leggere
  - Reggimento di fanteria di Torino (2 compagnie)
  - Cacciatori e granatieri Legione truppe leggere (6 compagnie)
  - Cacciatori franchi e cacciatori nizzardi (11 compagnie)
- Campo della Bicocca (San Michele Mondovì)
  - Reggimento dei granatieri reali (2 battaglioni)
  - Guarnigione austriaca (1 battaglione)
  - Reggimento di granatieri di Dichat (2 battaglioni)
  - Reggimento di fanteria di Mondovì (2 battaglioni e 1 compagnia di cacciatori)
- Truppe in riserva: 5 1/2 battaglioni

### Esercito austriaco
Ordine di battaglia dell'esercito austriaco al 10 aprile 1796
- Fanteria
  - 2 battaglioni di confinari croati di Carlstädt (2 208 effettivi)
  - 1 battaglione di confinari croati di Slunj (928)
  - 4º reggimento di fanteria "Hoch und Deutschmeister" (1 battaglione, 822)
  - 8º reggimento di fanteria "Huff" (2 battaglioni, 1 561)
  - 13º reggimento di fanteria "Reisky" (3 battaglioni, 1 788)
  - 16º reggimento di fanteria "Terzi" (3 battaglioni, 1 848)
  - 19º reggimento di fanteria "Alvinczy" (2 battaglioni, 1 643)
  - 23º reggimento di fanteria "Granduca Ferdinando di Toscana" (2 battaglioni, 755)
  - 24º reggimento di fanteria "Preiss" (1 battaglione, 811)
  - 25º reggimento di fanteria "Brechainville" (1 battaglione, 607)
  - 26º reggimento di fanteria "Wilhelm Schröder" (1 battaglione, 570)
  - 27º reggimento di fanteria "Strassoldo" (2 battaglioni, 1 199)
  - 39º reggimento di fanteria ungherese "Nádasdy" (2 battaglioni, 1 518)
  - 43º reggimento di fanteria "Thurn" (3 battaglioni, 2 233)
  - 45º reggimento di fanteria "Lattermann" (2 battaglioni, 1 200)
  - 49º reggimento di fanteria "Pellegrini" (1 battaglione, 806)
  - 50º reggimento di fanteria "Stain" (1 battaglione, 869)
  - 52º reggimento di fanteria ungherese "Arciduca Anton Victor" (1 battaglione, 1 156)
  - 56º reggimento di fanteria "Wenzel Colloredo" (2 battaglioni, 1 497)
- Cavalleria
  - 2º reggimento ussari "Arciduca Giuseppe" (10 squadroni, 1 562)
  - 9º reggimento ussari "Erdödy" (2 squadroni, 333)
  - 10º reggimento ulani "Mészáros" (8 squadroni, 1 244)
- Artiglieria
  - 26 cannoni da 6 lb
  - 20 cannoni da 12 lb
  - 14 obici da 7 lb
- Artiglieria da montagna
  - 3 cannoni da montagna da 1 lb
- Artiglieria a cavallo
  - 4 cannoni da 6 lb
  - 2 obici da 7 lb
- Forze del Regno di Napoli
  - Reggimento di cavalleria "Re" (4 squadroni)
  - Reggimento di cavalleria "Regina" (4 squadroni)
  - Reggimento di cavalleria "Principe" (4 squadroni)
- Corpo ausiliario austriaco (aggregato all'armata sarda)
  - 44º reggimento di fanteria "Belgiojoso" (2 battaglioni, 653)
  - Battaglione di granatieri italiani "Strassoldo" (2 compagnie)
  - 1º reggimento di guarnigione (1 battaglione, 626)
  - 2º reggimento di guarnigione (1 battaglione)
  - Corpo Franco di Gyulai (3 battaglioni, 484)
  - Dragoni dello Stato Maggiore (4 squadroni, 427)
  - Treno e artiglieria (287)

## Storia

### La sconfitta del Regno di Sardegna

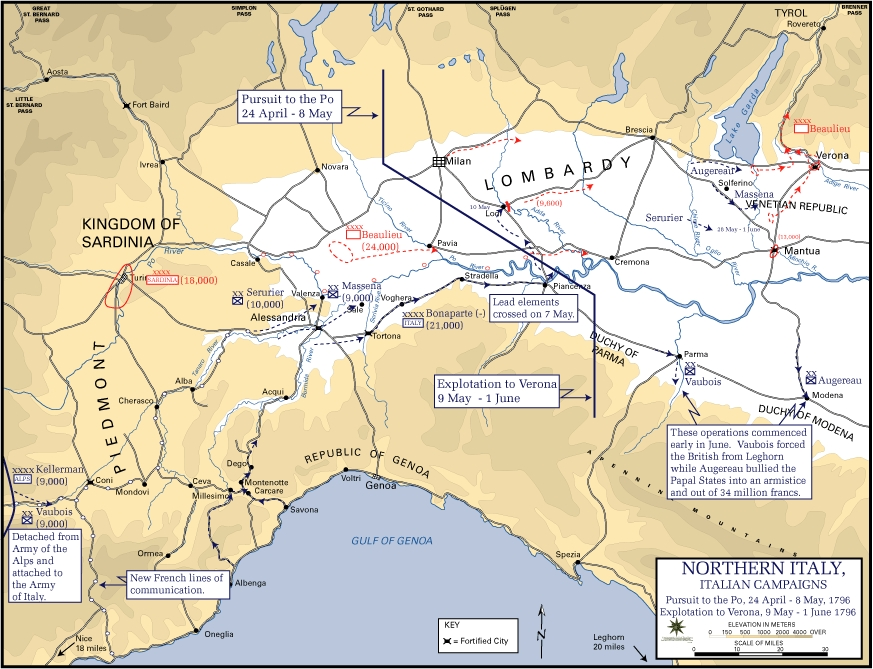
Avanzata delle truppe francesi oltre il Po verso Verona

Lo stesso giorno in cui diventò comandante dell'armata d'Italia, il 27 marzo 1796, Napoleone convocò al suo quartier generale, per mezzo del capo di stato maggiore Louis Alexandre Berthier, i tre più anziani generali di divisione per impartire loro gli ordini circa l'imminente campagna. Si presentarono Jean Mathieu Philibert Sérurier, Pierre François Charles Augereau ed Andrea Massena, personaggi destinati ad avere un importante ruolo nella campagna d'Italia. Alla riunione erano presenti anche l'aiutante di campo Gioacchino Murat, il maggiore Jean-Andoche Junot, il fratello di Napoleone Luigi Bonaparte e Auguste Marmont. Venne annunciata come data di inizio delle operazioni il 15 aprile, in quello che per il ministero della guerra a Parigi era un fronte secondario rispetto a quello del Reno, vera colonna portante dell'avanzata verso l'obiettivo ultimo, Vienna.
Napoleone spostò il quartier generale da Nizza ad Albenga e di qui a Savona il 9 aprile. Individuata nella città di Carcare l'anello debole della giuntura tra esercito austriaco e piemontese, Napoleone mirò a conquistare questa posizione per poi attaccare l'ormai isolato Colli, lasciando altre unità a fronteggiare l'austriaco Argenteau a Dego. Avanzare verso il Colle di Cadibona parve essere la soluzione migliore, perché permetteva ai francesi di avvicinarsi rapidamente a Carcare con tanto di artiglieria, senza dare tempo all'avversario di prepararsi per la difesa. Napoleone ordinò quindi alla divisione di Massena di marciare per Cadibona e qui unirsi ad Augereau che, da Finale Ligure e attraverso Tovo San Giacomo, stava procedendo per un attacco congiunto su Carcare. L'attacco sarebbe stato supportato da una mossa diversiva di Sérurier ad Ormea e da una puntata verso Cuneo di 6 800 soldati agli ordini dei generali Francois Macquard e Pierre Dominique Garnier; inoltre, nel fronte Mediterraneo, parte della divisione di Amédée Emmanuel François Laharpe venne incaricata di tentare la conquista di Sassello, mentre il resto degli uomini sarebbe rimasto a stretto contatto con il generale Jean-Baptiste Cervoni, costantemente attivo attorno a Voltri per far credere imminente un assalto a Genova.

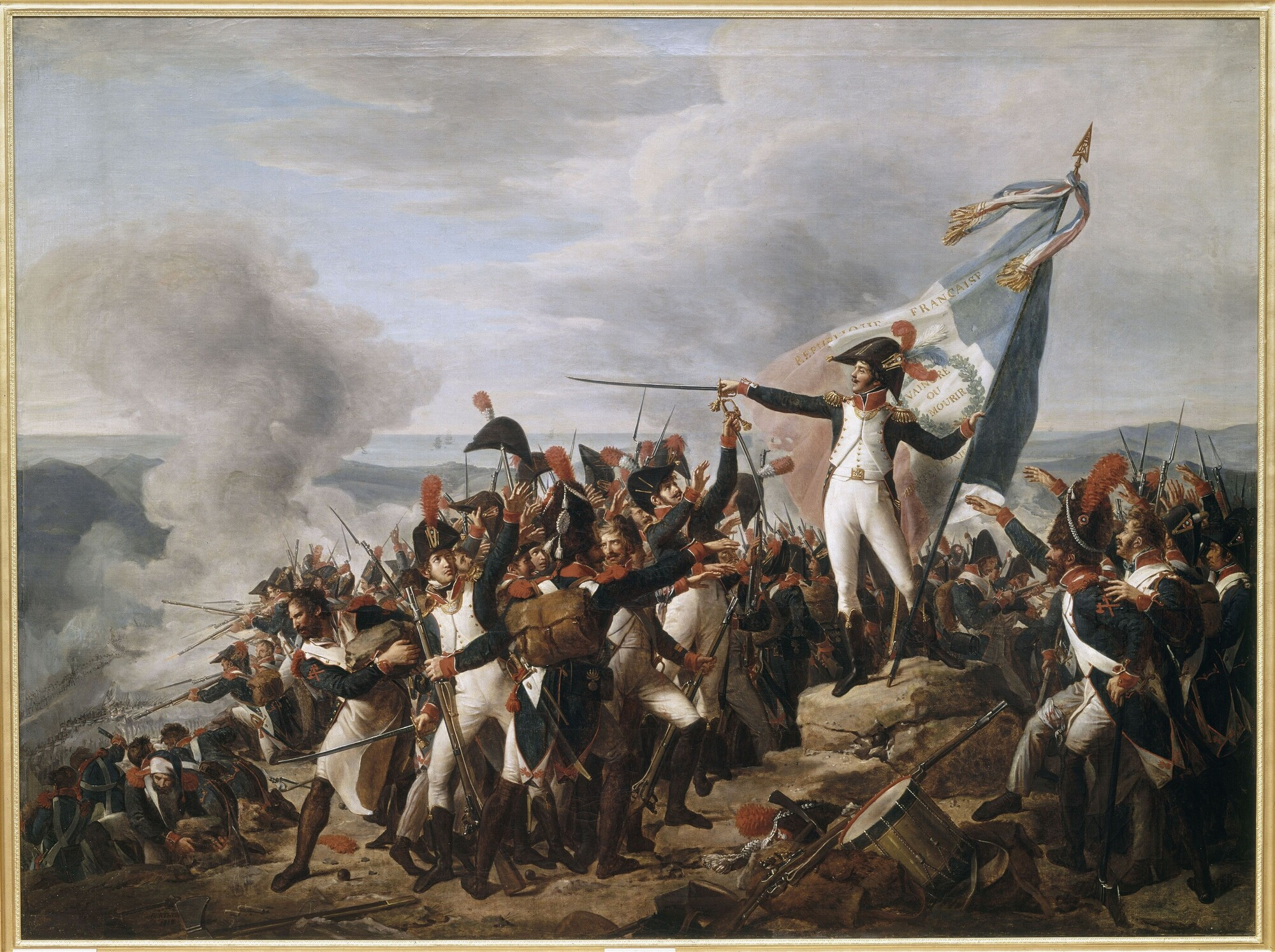
Truppe francesi durante la battaglia di Montenotte.

Nei fatti, un inaspettato attacco austriaco a Voltri obbligò Napoleone ad anticipare di quattro giorni (11 aprile) l'inizio delle operazioni offensive. Beaulieu infatti, accortosi della precarietà della brigata del francese Cervoni, ordinò ai suoi uomini di avanzare in due colonne attraverso il Passo della Bocchetta ed il Passo del Turchino per aggirare Voltri, in contemporanea alle mosse di Argenteau che, dalle colline, sarebbe penetrato su Savona isolando Massena e Laharpe; il grosso dei soldati avrebbe poi mosso per Alessandria e la Val Bormida, dove sarebbe continuato il supporto a Colli ed Argenteau. Cervoni, notata la sua evidente inferiorità numerica, ordinò la ritirata e Napoleone dette il via al piano d'attacco sapendo ora la posizione di Beaulieu, Voltri, ipotizzando quindi che questo avrebbe impiegato del tempo prima di riuscire a soccorrere i piemontesi di Colli. Inoltre, Argenteau ricevette gli ordini solo l'11 aprile e, prima che riuscisse a radunare le truppe, Laharpe e Massena fermarono ogni suo tentativo di azione il 12 aprile nella battaglia di Montenotte.
A causa di un ritardo di Augereau, Massena dovette subito marciare per Carcare, occupando la posizione prima degli austriaci. Assieme al capo di stato maggiore Berthier, Napoleone decise che il 13 aprile Massena avrebbe preso, con la metà dei suoi uomini, Dego bloccando le comunicazioni austriache, mentre la restante metà dei soldati, spalleggiati da Augereau, avrebbe marciato contro i piemontesi a Ceva, con Sérurier in arrivo da Ormea. Così facendo, il comandante in capo francese sperava di concentrare 25 000 soldati per battere i piemontesi. Sei battaglioni e tutta la cavalleria agli ordini del generale Henri Christian Michel Stengel avrebbero costituito la riserva tattica a Carcare. Il 13 aprile i francesi trovarono la vittoria nella battaglia di Millesimo, ma Augereau venne fermato a Cosseria da 900 granatieri austro-piemontesi arroccati in un castello, bloccando di fatto la vista su Ceva. Anche Massena si trovò ostacolato da un nutrito gruppo di austriaci a Dego, sicché Napoleone il 14 aprile lasciò a Cosseria una sola brigata inviando rinforzi a Dego, occupata il mezzogiorno seguente a spese di 5 000 austriaci presi prigionieri assieme a 19 cannoni. Nel frattempo giunse la notizia della resa della guarnigione di Cosseria, ma l'evento non poté essere sfruttato a dovere perché gli uomini di Massena si dispersero a cercare bottino, venendo massacrati dall'austriaco Josef Philipp von Vukassovich.

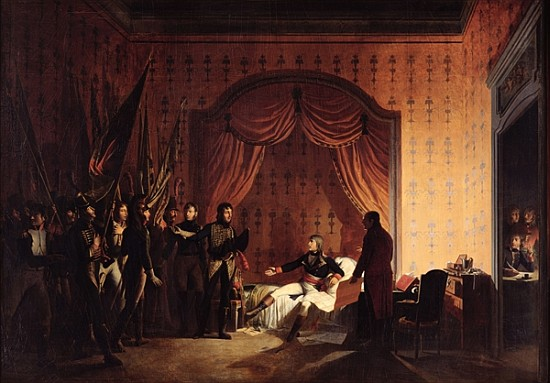
Il generale Bonaparte e i suoi luogotenenti la sera della vittoria di Montenotte.

Una volta certo di avere il fianco sicuro (Beaulieu aveva perso dieci battaglioni ed era indeciso sul da farsi, credendo imminente un attacco francese ad Acqui) Bonaparte riportò la sua attenzione a Ceva, dove i piemontesi di Colli avevano respinto un attacco di Augereau. Massena venne raggiunto dall'ordine di muovere per Mombarcaro, da dove gli sarebbe stato facile irrompere sul fianco e nelle retrovie di Beaulieu nel caso in cui questi avesse tentato di attaccare Dego; mentre tutto era pronto per un nuovo attacco contro Colli, questo si ritirò in una posizione migliore, nell'angolo formato dalla confluenza del fiume Tanaro con il torrente Corsaglia. Napoleone allora cercò di aggirare il problema ordinando una carica frontale a Sérurier e ad Augereau di scendere lungo la riva orientale del Tanaro per attaccare il fianco di Colli; Augereau tuttavia non riuscì a trovare un guado e Sérurier, rimasto senza appoggio, fermò i suoi uomini. Analoga sorte fallimentare ebbe un nuovo attacco intrapreso il 19 aprile, ma lo stesso giorno i francesi aprirono una nuova via di rifornimento che, anziché passare per il Colle di Cadibona, andava dall'alta valle del Tanaro fino a Ormea, dando così la possibilità a Napoleone di inviare uomini, prelevati da postazioni non più strategicamente fondamentali, contro Colli, che però evitò un altro scontro ritirandosi, la notte tra il 20 e 21 aprile, a Mondovì.
Incalzato dalla cavalleria francese (che tuttavia perse in combattimento il generale Stengel), Colli venne immediatamente affrontato da Sérurier il 21 aprile nella battaglia di Mondovì, risoltasi con una sconfitta per il generale piemontese. Con la presa della città, Napoleone si era assicurato l'accesso ai suoi ben forniti depositi e, soprattutto, lo sbocco nella fertile pianura del Piemonte con conseguente drastica riduzione delle difficoltà logistiche. Il Piemonte comunque non era ancora sconfitto, così Napoleone avanzò verso Torino il 23 aprile, ma già la sera stessa Colli chiese un armistizio, accettato solo dopo che Massena occupò Cherasco ed Augereau Alba, completando quindi la separazione dei piemontesi dagli austriaci. Il 28 aprile 1796 Vittorio Amedeo III siglò l'armistizio di Cherasco. In dieci giorni di campagna, e con la perdita di 6 000 soldati, Napoleone aveva sconfitto uno dei suoi due nemici nel Nord Italia e si era garantito la sicurezza del fianco e delle retrovie della sua armata.
La fase dei combattimenti dall'11 al 21 aprile 1796 segnò una svolta decisiva della guerra ed anche della carriera del giovane generale Bonaparte; la serie delle cosiddette "vittorie immortali" vantate dalla propaganda, diede grande prestigio al comandante dell'Armata d'Italia. I combattimenti si erano succeduti ogni giorno fino a costituire una sola grande battaglia continuata per dieci giorni. L'impeto e la rapidità dimostrata dalle truppe francesi, organizzate e dirette brillantemente da Bonaparte, avevano completamente disorientato i generali nemici che si erano dimostrati incapaci di controbattere la nuova guerra napoleonica.

### Il ponte di Lodi
Dopo aver costretto il Regno di Sardegna alla resa con la vittoria di Mondovì, Napoleone Bonaparte aveva come obiettivo la distruzione dell'armata del Beaulieu, comandante in capo delle forze austriache in Italia. Concesso un breve riposo ai suoi uomini, Napoleone si apprestò ad iniziare le operazioni al più presto, perché le linee di comunicazione francesi non avrebbero potuto essere considerate sicure fino a quando non fosse stata firmata una pace coi Savoia e per il fatto che gli austriaci avrebbero sempre potuto lanciare una controffensiva, anche se, all'atto pratico, lo stesso Beaulieu riferì a Vienna di essere in una situazione precaria, preferendo piuttosto ritirarsi oltre il Po, azione che Bonaparte volle compromettere con tutte le forze. Un primo passo in questo senso del generale francese fu quello di inviare il 28 aprile il suo sottoposto Laharpe verso Acqui Terme, sede del comando di Beaulieu, ma un ammutinamento dovuto alla mancanza di cibo ne ritardò l'arrivo al 30 aprile, quando già gran parte degli austriaci si erano messi in salvo. Fallito l'obiettivo, Napoleone e i suoi 39 600 uomini si concentrarono tra Tortona, Alessandria e Valenza, cercando un modo per passare il Po davanti all'armata di Beaulieu e quindi costringerlo ad una battaglia campale. Approfittando del fatto che il generale austriaco stazionava a Valeggio invece che sul più lontano fiume Ticino, Napoleone decise di varcare il Po presso Piacenza per mezzo di una truppa scelta di 3 600 granatieri e 2 500 cavalleggeri agli ordini del generale Claude Dallemagne.

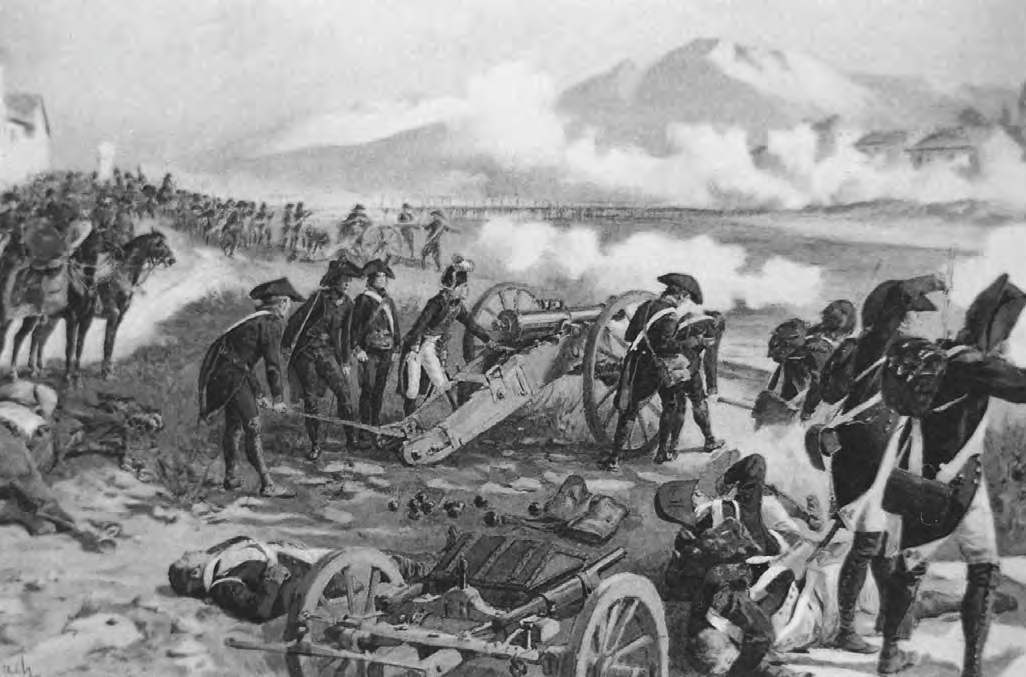
La battaglia di Lodi in un'opera di Myrbach-Rheinfeld

Dallemagne arrivò a Piacenza alle 09:00 del 7 maggio, e iniziò subito le operazioni di attraversamento del Po. A metà pomeriggio anche la divisione di Laharpe si trovava sulla sponda opposta, appena in tempo per fronteggiare il generale austriaco Lipthay, già dal 4 maggio attivo nell'occupare i ponti attorno a Pavia ed a monitorare i guadi ad est così come ordinatogli da Beaulieu, quest'ultimo non tratto in inganno dai finti tentativi di Sérurier di prendere Valenza e, anzi, accorso subito in aiuto di Lipthay assieme a 4 500 soldati di Vukassovich lo stesso 7 maggio. Nel frattempo i francesi occuparono Fombio ed Augereau attraversò il Po a Veratto; nella notte le colonne di Beaulieu che stavano convergendo nella zona si scontrarono con le truppe francesi presso Codogno e, nella confusione, Laharpe venne ucciso per errore dai suoi stessi uomini che, rimasti senza guida, vennero salvati dal capo di stato maggiore di Napoleone Berthier ed altri suoi subalterni, che presero in mano la situazione sconfiggendo gli austriaci. Queste schermaglie indussero Beaulieu ad ordinare una ritirata generale su Lodi, sul fiume Adda, lasciando libero Bonaparte di completare il raggruppamento dell'armata d'Italia.
Le avanguardie francesi arrivarono in vista di Lodi nelle prime ore della mattina del 10 maggio, quando ormai l'intero esercito austriaco era in salvo oltre l'Adda protetto da una retroguardia di 10 000 uomini agli ordini del generale Karl Philipp Sebottendorf. Questo aveva piazzato tre battaglioni e una dozzina di cannoni in posizioni che dominavano il ponte di Lodi e la strada di accesso. Appena ritornato da una ricognizione in zona e impossessatosi facilmente di Lodi, Napoleone schierò i cannoni sulla riva sud ed inviò a monte e a valle del fiume un contingente di cavalleria al comando di Michel Ordener e Marc-Antoine Beaumont per cercare un guado ed aggirare quindi il nemico. I granatieri francesi partirono all'assalto ma verso la metà del ponte vacillarono, tuttavia l'attacco venne immediatamente ripetuto con la partecipazione diretta di Massena, Berthier, Dallemagne e Cervoni e stavolta l'assalto arrivò fino all'altra sponda. Un contrattacco di Sebottendorf fece quasi riprendere agli austriaci il ponte, ma gli uomini di Massena ed Augereau stroncarono l'azione irrompendo nelle linee nemiche, investite anche dal provvidenziale arrivo dei cavalieri di Ordener che nel frattempo avevano trovato un guado. Sebottendorf si disimpegnò subito e si ritirò verso il grosso delle forze di Beaulieu.
La vittoria che Bonaparte riportò a Lodi non poté dirsi totale, difatti Beaulieu riuscì a ritirarsi con la maggior parte delle sue truppe. A smorzare l'entusiasmo fu un messaggio proveniente dal Direttorio di Parigi in cui si comunicava la decisione di dividere il comando dell'armata d'Italia tra Bonaparte e Kellermann, in modo da assegnare al primo il compito di annientare il Papa e al secondo quello di mantenere il controllo della vallata del Po. Napoleone rispose in maniera contrariata e per non rischiare di ricevere le sue dimissioni il Direttorio gli assicurò il 21 maggio 1796 piena fiducia, e Kellermann spedì 10 000 uomini di rinforzo. Cinque giorni dopo la battaglia di Lodi, Bonaparte entrò a Milano, dove resisteva solo un gruppo di austriaci asserragliati nel Castello Sforzesco. Nonostante gli sforzi di Napoleone di identificare sé stesso e il suo esercito con il nazionalismo italiano, saccheggi, spoliazioni e tasse inimicarono ben presto i milanesi, fornendo al contrario ai soldati francesi circa la metà delle paghe arretrate.
Il 22 maggio, il giorno dopo appresa la notizia della pace con il Piemonte (trattato di Parigi del 15 maggio 1796), 5 000 francesi rimasero ad assediare il Castello Sforzesco mentre altri 30 000 si rimisero in marcia per fermare Beaulieu, che nel frattempo aveva posizionato, in maniera piuttosto dispersiva, i suoi 28 000 uomini oltre il Mincio, con i fianchi coperti dal lago di Garda a nord e dal Po a sud. Napoleone prevedette di sfondare le linee nemiche a Borghetto sul Mincio coprendo l'attacco con una finta su Peschiera del Garda. I movimenti vennero intralciati da insurrezioni scoppiate a Milano e Pavia, sicché Napoleone fu costretto a tornare indietro per riprendere il controllo della situazione. Il 28 maggio Bonaparte si trovava a Brescia (territorio della Repubblica di Venezia, la cui neutralità era stata violata anche da Beaulieu) e il 30 dello stesso mese cacciò gli austriaci da Borghetto sul Mincio obbligandoli a ripiegare sull'Adige; immediatamente Augereau mosse verso Peschiera del Garda, Sérurier prima su Castelnuovo del Garda e poi su Mantova, mentre Massena entrò a Verona. Mentre Beaulieu era in viaggio verso Trento, ebbe inizio il primo assedio di Mantova, dove erano rimasti bloccati 12 000 austriaci, e terminò la seconda fase della campagna d'Italia con Bonaparte ormai padrone della pianura lombarda e di quasi tutto il Quadrilatero (con l'eccezione appunto di Mantova). La campagna tuttavia era ben lungi dall'essere conclusa dato che l'esercito austriaco non era ancora stato costretto a combattere una decisiva battaglia campale, ed anzi si preparava ad un contrattacco vista l'inattività francese sul Reno ed in considerazione del fatto che le linee di comunicazione del nemico si erano per forza di cose allungate. Napoleone reputò buona cosa mettersi quindi sulla difensiva.

### La fortezza di Mantova
Napoleone ordinò a Sérurier di cingere d'assedio Mantova il 3 giugno e quindi rivolse la sua attenzione allo Stato Pontificio di papa Pio VI e al Granducato di Toscana di Ferdinando III. Assieme ad Augereau e Vaubois, Bonaparte il 23 giugno si impossessò del poderoso Forte Urbano (fortezza pontificia situata presso l'attuale Castelfranco Emilia), i cui cannoni vennero mandati a Mantova dopo aver persuaso i reduci del Castello Sforzesco di Milano ad arrendersi il 29 giugno; Firenze e Ferrara aprirono spontaneamente le porte ai francesi e Vaubois occupò Livorno, privando così la Royal Navy di un'utile base nel Mediterraneo; già prima comunque Pio VI chiese ed ottenne l'armistizio di Bologna in cambio dell'occupazione di Ancona, Ferrara e Bologna e del pagamento di una forte somma in denaro comprendente alcune opere d'arte.

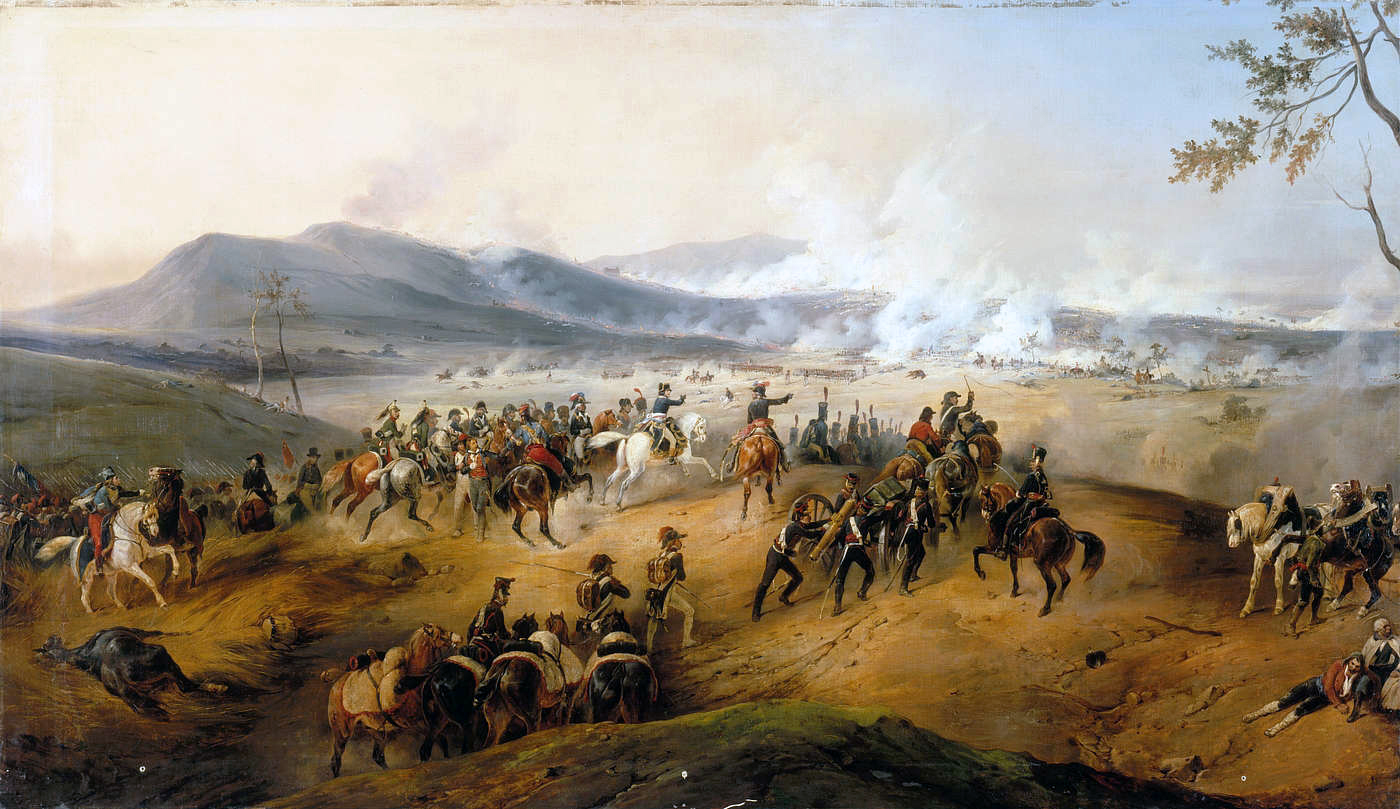
Ore 10 circa del 5 agosto 1796, battaglia di Castiglione: sotto la guida di Napoleone, Marmont dispone l'artiglieria sul Monte Medolano, mentre nella piana sottostante inizia l'attacco centrale della divisione di Augereau (dipinto di Victor Adam)

I francesi, terminata vittoriosamente l'incursione a sud, si riconcentrarono di nuovo attorno a Mantova, ma lo spettro di una pericolosa controffensiva austriaca proveniente dal Tirolo convinse Bonaparte a togliere l'assedio il 31 luglio ripiegando su posizioni migliori. La decisione si rivelò opportuna perché il nuovo comandante in capo austriaco in Italia, Wurmser, era riuscito a radunare circa 50 000 soldati a Trento con cui iniziò l'avanzata per liberare Mantova. Il 29 giugno le avanguardie austriache obbligarono Massena a ritirarsi oltre il Mincio e ad abbandonare Verona e Vitus Quosdanovich conquistò Salò, venendo tuttavia fermato da Augereau a Brescia il 1º agosto. La situazione non era delle migliori per Napoleone, minacciato dalla possibilità che Wurmser e Quosdanovich riunissero le forze a sud del lago di Garda ottenendo così una schiacciante superiorità numerica, cosa che tuttavia non accadde perché Wurmser si attardò dal 30 luglio al 2 agosto presso Valeggio sul Mincio per assicurarsi dell'effettiva levata dell'assedio di Mantova, lasciando così tempo ai francesi di organizzarsi e battere separatamente le due ali dello schieramento austriaco: il 3 e il 4 agosto i 18 000 uomini di Quosdanovich vennero sconfitti da Massena nella battaglia di Lonato, mentre Augereau bloccava eroicamente Wurmser a Castiglione delle Stiviere. Massena riuscì con una marcia forzata a portarsi sulla sinistra di Augereau mentre la divisione di Sérurier (partito per la Francia il 1º agosto perché febbricitante), dopo aver ricacciato dentro Mantova una spedizione di 4 000 austriaci, manovrò per piombare alla sinistra di Wurmser, che il 5 agosto subì una cocente sconfitta a Castiglione.

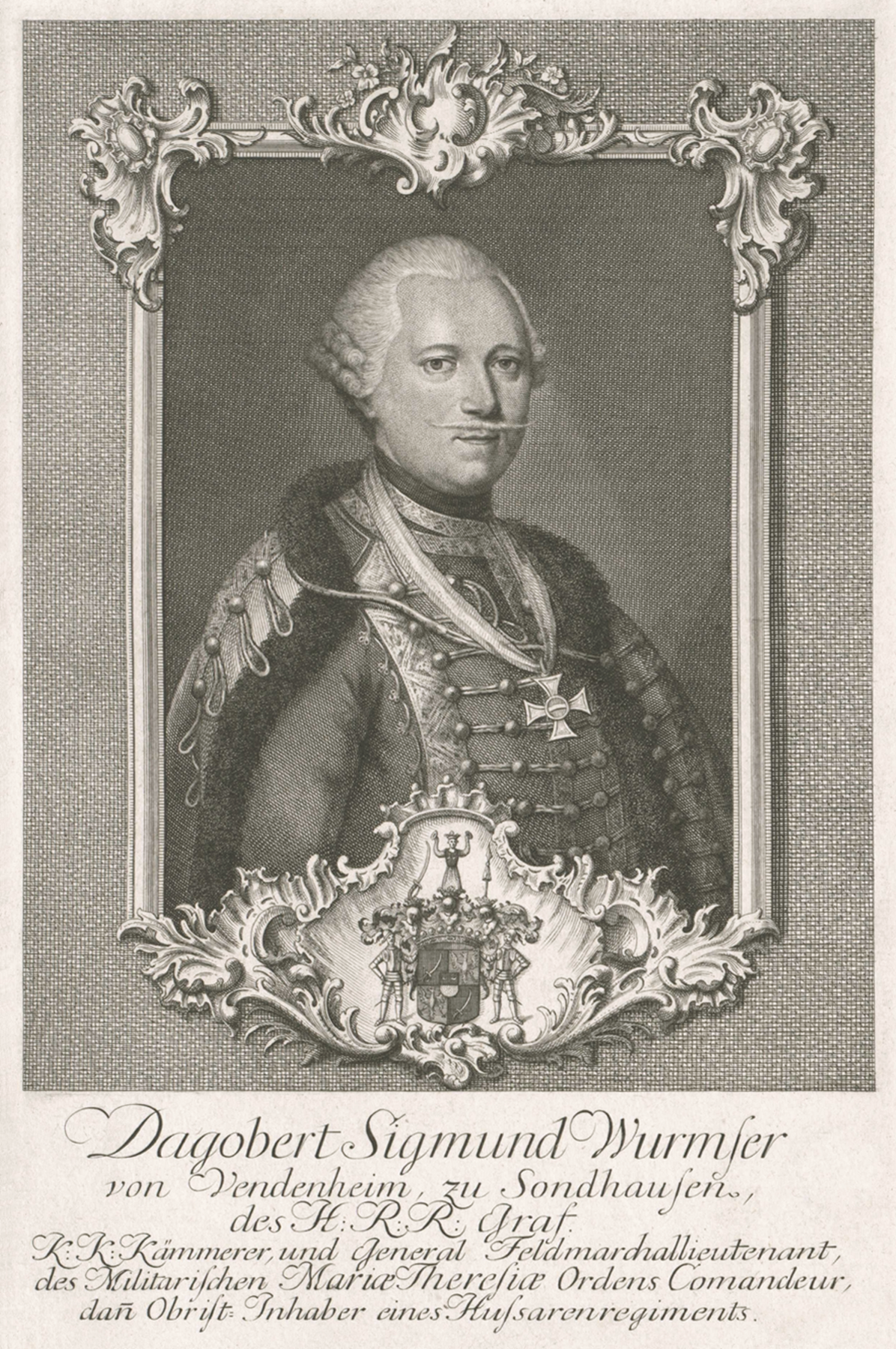
Dagobert Sigmund von Wurmser, comandante in capo austriaco succeduto a Beaulieu dopo la battaglia di Lodi

Il 7 agosto Verona ritornò in mani francesi, Wurmser si rifugiò a Trento e Mantova, rinforzata da due brigate austriache, venne nuovamente cinta d'assedio. Napoleone era riuscito, al prezzo di 6 000 tra morti e feriti e 4 000 prigionieri, a respingere il primo tentativo austriaco di riconquistare la pianura lombarda, arrecando al nemico non meno di 16 700 perdite. Il Direttorio ritenne i tempi maturi per ordinare all'armata d'Italia di inseguire Wurmser fino al Tirolo (secondo quanto previsto dal piano strategico originale che voleva un attacco contemporaneo di Moreau e Bonaparte contro l'Austria), ma Napoleone si mostrò scettico sulla sua effettiva messa in pratica: le estenuanti marce forzate che avevano sorpreso e sconfitto Wurmser avevano logorato l'armata d'Italia, Mantova rimaneva un pericolo per le retrovie, inoltre si era in autunno, stagione non ottimale per passare le Alpi. Nonostante ciò, il comandante dell'armata d'Italia diede disposizioni per rinnovare l'offensiva. Il generale Sahuget venne nominato comandante dell'assedio di Mantova assieme a 10 000 uomini, Kilmaine fu posto a guardia di Verona e del basso Adige contro un possibile attacco austriaco proveniente da Trieste, mentre gli ultimi 33 000 soldati, comandati dai generali Vaubois, Massena ed Augereau, avrebbero proseguito per Trento cercando di incontrarsi con Moreau sul fiume Lech.
Una parte (19 000-20 000 uomini) dell'esercito di Wurmser, nel complesso ancora disciplinato, si predispose per seguire nuovamente gli ordini del suo comandante, il quale aveva a sua volta ricevuto istruzioni direttamente da Vienna di tentare nuovamente di liberare Mantova; piano da attuare con una discesa lungo il Brenta fino all'Adriatico lasciando il generale Davidovich con 25 000 soldati a protezione di Trento e del Tirolo. Con questo dislocamento delle forze austriache, Massena e Vaubois, in piena avanzata, sconfissero 14 000 austriaci di Davidovich nella battaglia di Rovereto. Solo a questo punto Napoleone ebbe conferma delle mosse di Wurmser sul Brenta, ma adottò una soluzione inaspettata e rischiosa: anziché ritirarsi lungo l'Adige, come si aspettavano i generali austriaci, inviò Vaubois e 10 000 dei suoi uomini a sbarrare gli accessi settentrionali di Trento, e spedì i restanti 22 000 soldati all'inseguimento di Wurmser per la stessa via che gli austriaci avevano seguito. Napoleone calcolò che Wurmser, con le linee di comunicazione bloccate, avrebbe dovuto accettare una battaglia o ritirarsi sull'Adriatico, lasciando in ogni caso tranquilla la guarnigione che stava assediando Mantova. Il 6 settembre il piano francese si concretizzò e già il 7 settembre Augereau forzò le difese austriache a Primolano, raggiungendo in serata Cismon del Grappa dopo una rapida marcia che colse in contropiede il comandante in capo austriaco. L'8 settembre gli austriaci furono sbaragliati dai fanti e cavalieri francesi nella battaglia di Bassano rimanendo divisi in due tronconi, uno in ripiegamento verso il Friuli e l'altro (circa 3 500 uomini con Wurmser rinforzati dai 16 000 del generale Mészáros), contro le previsioni di Bonaparte, ostinatamente in marcia su Mantova.
Facilitato da Kilmaine che aveva ritirato alcune guarnigioni a guardia dell'Adige per prevenire la presa di Verona ad opera di Mészáros, Wurmser passò senza problemi l'Adige il 10 settembre. Massena ed Augereau furono ancora una volta costretti ad imporre ai rispettivi uomini massacranti marce forzate per tagliare la via agli austriaci prima che questi entrassero in contatto con le truppe assediate a Mantova, ma Wurmser forzò il blocco francese e, il 12 settembre, varcò le porte di Mantova portando la guarnigione a 23 000 soldati che il 15 settembre seguente provarono anche a sciogliere definitivamente l'assedio con una sortita, stavolta contenuta da Massena e Sahuget. Il secondo tentativo austriaco di liberare Mantova si rivelò in definitiva un fallimento perché Wurmser si era chiuso in trappola, inoltre l'accresciuto numero di bocche da sfamare aggravò la già precaria situazione alimentare degli assediati.

### Caldiero e Arcole
Dopo gli sviluppi di settembre, si aprì un limitato periodo di tregua rotto dalle vittorie austriache sul fronte del Reno che permisero al consiglio aulico, dopo il 2 ottobre 1796, di inviare nuove truppe in Italia. L'armata francese intanto, con 14 000 malati e 9 000 uomini acquartierati attorno a Mantova su un totale di 41 400 effettivi, venne posizionata da Napoleone in modo tale da prevenire nuovi attacchi austriaci: la divisione di Vaubois (circa 10 000 uomini) si schierò a Lavis nella Valle dell'Adige all'incrocio con la Val di Cembra per bloccare gli accessi al lago di Garda e Massena occupò Bassano del Grappa; a capo della guarnigione assediante Mantova fu messo Kilmaine, essendo Sérurier ancora ammalato, mentre il quartier generale si insediò a Verona, affiancato dalla divisione di Augereau in qualità di riserva. Ad ottobre i francesi dovettero occuparsi anche degli stati italiani, capeggiati dal papa, che cospiravano per una loro cacciata dalla penisola italiana. Per tutta risposta il Ducato di Modena e Reggio venne occupato, a Genova fu installata una base militare, e il 10 ottobre il papa venne isolato con la firma di un trattato franco-siculo-napoletano. Il 15 ottobre nacque inoltre a Milano la Repubblica Transpadana, subito seguita dalla Repubblica Cispadana con cui si fuse nel giugno 1797 per dar vita alla Repubblica Cisalpina.
Con 46 000 soldati, il nuovo comandante in capo austriaco, Joseph Alvinczy von Berberek, e il generale Davidovich erano, verso la fine di ottobre, pronti per passare all'offensiva. I loro obiettivi erano innanzitutto Trento e Bassano del Grappa, quindi l'esercito, diviso inizialmente in due colonne, si sarebbe riunito a Verona, da dove avrebbe proseguito per Mantova. Vennero messi in moto meccanismi per illudere Napoleone che l'unica minaccia fosse stata rappresentata dai 28 000 uomini di Alvinczy marcianti su Bassano, sperando che al momento opportuno un attacco di Davidovich su Trento avrebbe mandato in panico l'armata d'Italia.

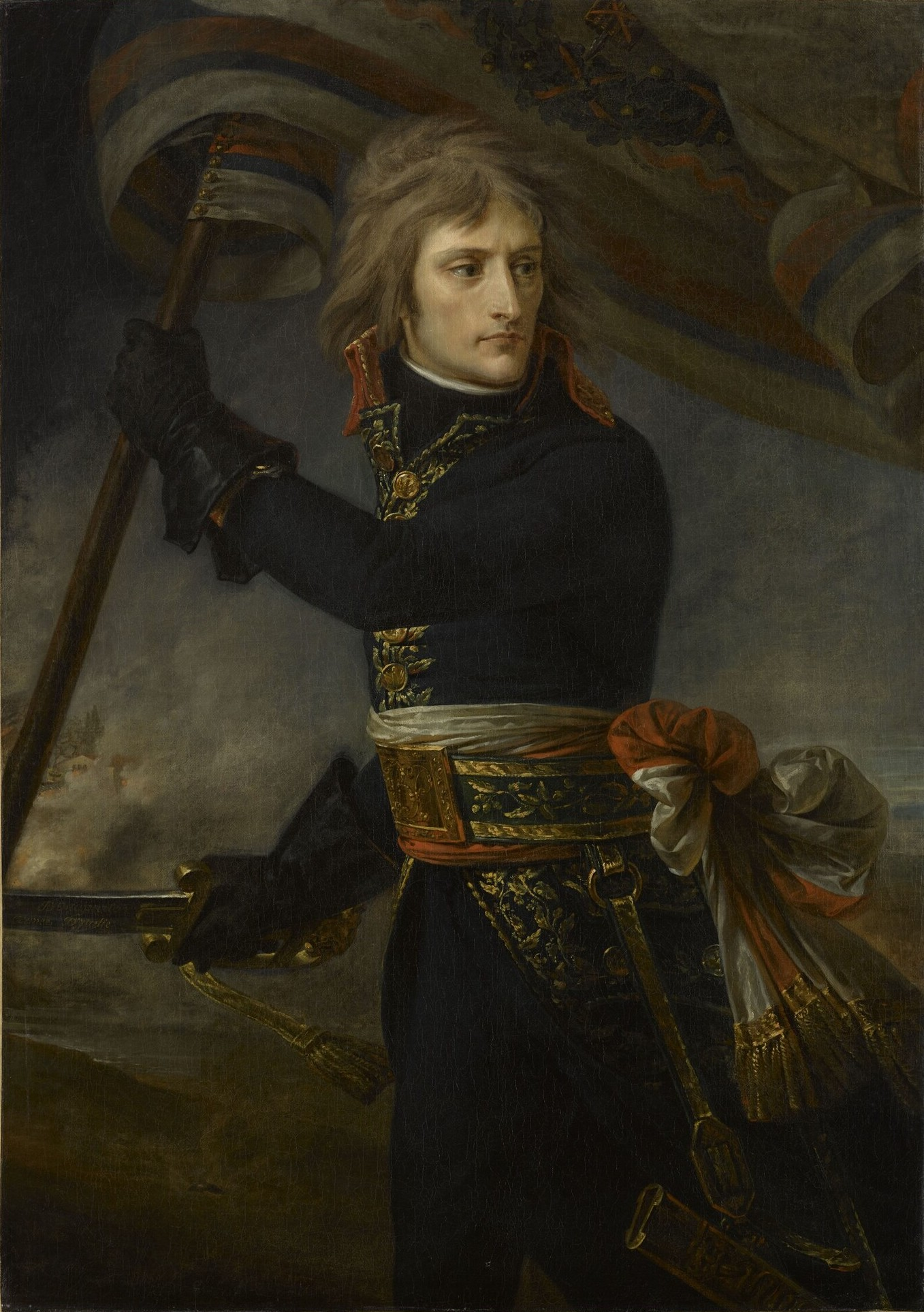
Napoleone al Ponte di Arcole in un'opera di Antoine-Jean Gros

Quando le colonne austriache si misero in marcia ai primi di novembre, Alvinczy si rallegrò del fatto che Bonaparte spostò Vaubois a Trento per eliminare le, secondo lui, deboli unità nemiche in avanzata; tuttavia, quando giunsero ai francesi i primi rapporti sulle ricognizioni risultò più chiara a Napoleone l'entità del nemico. Egli cambiò quindi immediatamente i suoi piani ordinando a Vaubois di tenere il più possibile la posizione fino a quando non fosse stato sconfitto Alvinczy, che nel frattempo, il 6 novembre, era riuscito a respingere Massena sia a Fontaniva che a Bassano del Grappa rinvigorito anche dalla presa di Trento e Rovereto che Vaubois non era riuscito a difendere, arrestando l'avanzata austriaca solo a Rivoli Veronese. Di fronte a questa situazione, Napoleone ordinò a Massena ed Augereau di mettersi in una posizione più sicura dietro l'Adige, e prelevò due brigate da Mantova per rinforzare le unità di Vaubois. L'inspiegabile inattività di Davidovich riscontrata il 7, 8 e 9 novembre incoraggiò Bonaparte a tentare un attacco al fianco destro di Alvinczy con 13 000 uomini, il 12 novembre, a Caldiero, risoltosi con una sconfitta. L'ultima chance di evitare il ricongiungersi delle armate austriache con una conseguente probabile perdita dei possedimenti italiani era quella di battere, con gli ultimi 18 000 soldati di Augereau e Massena, i 23 000 di Alvinczy in una battaglia decisiva. Napoleone mise in piedi un piano per prendere Villanova di San Bonifacio, sperando così di ingaggiare battaglia con Alvinczy nella zona paludosa tra i fiumi Alpone e Adige vanificando la superiorità numerica austriaca.
Il 14 novembre le avanguardie di Alvinczy giunsero in vista di Villanova. Il giorno successivo le unità di Augereau e Massena occuparono il villaggio di Porcile ma Augereau fallì nell'obiettivo di oltrepassare l'Alpone e conquistare Villanova perché inchiodato dal fuoco austriaco al ponte di Arcole. Napoleone, resosi conto che ogni ritardo avrebbe reso meno probabile intrappolare Alvinczy, tentò un nuovo disperato attacco al ponte di Arcole brandendo un tricolore francese e mettendosi alla testa dei suoi uomini, ma l'azione non ebbe successo e lo stesso Napoleone, caduto in un fosso, venne salvato dagli austriaci dal suo aiutante di campo. Solo alle 19:00 i francesi riuscirono a conquistare Arcole, ma tale successo venne vanificato dalle preoccupanti notizie inviate da Vaubois, che annunciava di essere stato respinto fino a Bussolengo. Napoleone di conseguenza prese la difficile decisione di abbandonare Arcole per rischierarsi sull'Adige, nell'eventualità di dover soccorrere in tutta fretta Vaubois. Nella mattinata del 16 i francesi, constata l'inattività di Davidovich, tentarono nuovamente di occupare Porcile ed Arcole (ritornate in mano austriaca nella notte), ma riuscirono ad impossessarsi, dopo un'intera giornata di combattimenti, solo della prima località. Come il giorno prima, Napoleone, all'arrivo della sera, ritirò tutti i suoi soldati sull'Adige, sempre per tenersi pronto a soccorrere Vaubois.
Avendo fatto sapere Vaubois che il suo fronte era tranquillo, i francesi si scagliarono per la terza volta contro gli austriaci, le cui forze erano ormai separate in due tronconi con circa un terzo dei soldati dislocati nella zona paludosa agli ordini di Provera ed Hohenzollern. Per dare il colpo di grazia al nemico, Bonaparte ordinò un attacco contro il grosso delle forze di Alvinczy. Gli austriaci, spinti indietro, dovettero cedere una parte di Arcole dopo uno scontro alla baionetta con i francesi. Per sfruttare la situazione Napoleone radunò quattro trombettieri ed un piccolo numero di "guide" (la sua guardia del corpo) con lo scopo di ingannare il nemico: non visto, il piccolo distaccamento guadò l'Alpone e, grazie al suono degli strumenti musicali, simulò l'avvicinamento di un grande reparto proprio alle spalle degli austriaci acquartierati ad Arcole, che si ritirarono subito verso nord convinti di un imminente attacco in forze francese. Grazie a questo stratagemma i reparti che bloccavano Augereau sbandarono dando l'occasione al generale francese di riunirsi con Massena nell'ormai libera Arcole, da dove, assieme ai soldati provenienti da Legnago, dilagarono nelle zone circostanti. Alvinczy, di fronte a quella che gli sembrò una grave minaccia alle sue retrovie, ordinò la ritirata su Vicenza a tutto l'esercito.
A prezzo di 4 500 morti in tre giorni di combattimenti, Napoleone aveva definitivamente stroncato il tentativo di Alvinczy di riunirsi con Davidovich. Con 7 000 uomini in meno, morti ad Arcole, Alvinczy riuscì a malapena a ritornare a Trento.

### Rivoli e la caduta di Mantova
Alla fine di novembre il governo francese decise di provare a mediare una pace con gli austriaci. Il generale Clarke venne nominato rappresentante del Direttorio e intavolò col l'imperatore Francesco II le prime iniziative diplomatiche. I tentativi di pace si infransero contro l'irremovibilità austriaca di voler rifornire Mantova a discussioni ancora in corso, punto su cui i francesi non erano intenzionati a trattare.
All'inizio del 1797 Napoleone era in grado di schierare sul fronte italiano 34 000 uomini (oltre ai 10 000 impegnati nell'assedio di Mantova) e 78 cannoni campali contro un avversario (ancora Alvinczy) in grado di schierare 45 000 effettivi. Individuata, il 12 gennaio, la direttrice principale d'attacco austriaca a seguito di un attacco ai danni del generale Joubert, Bonaparte, resosi conto che Rivoli era il punto-chiave degli scontri, ordinò a Massena e Rey di marciare immediatamente per quella località, dove nel frattempo Alvinczy aveva fatto convergere 28 000 uomini.

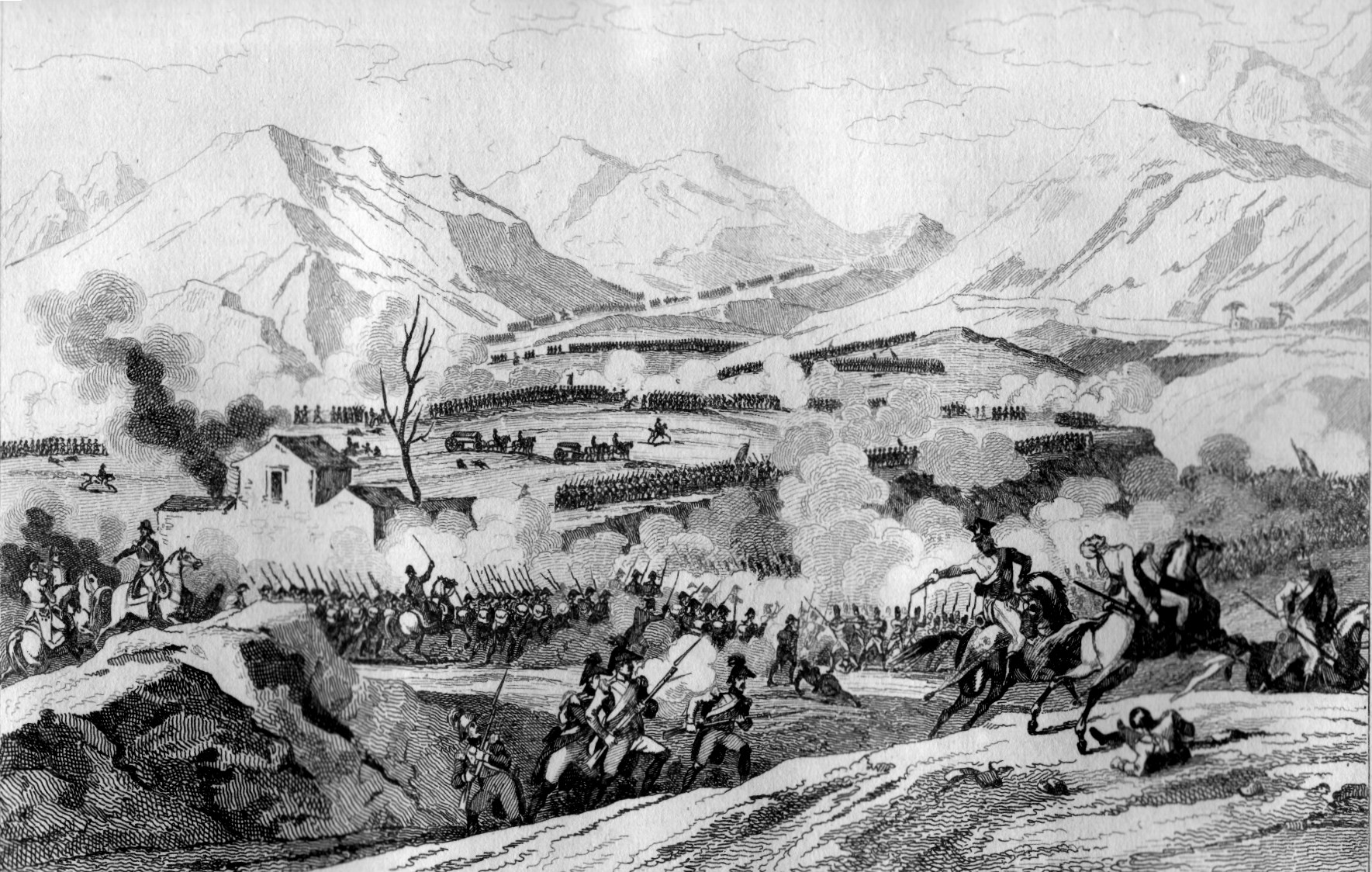
Scena della decisiva battaglia di Rivoli, a seguito della quale i francesi divennero padroni dell'Italia settentrionale

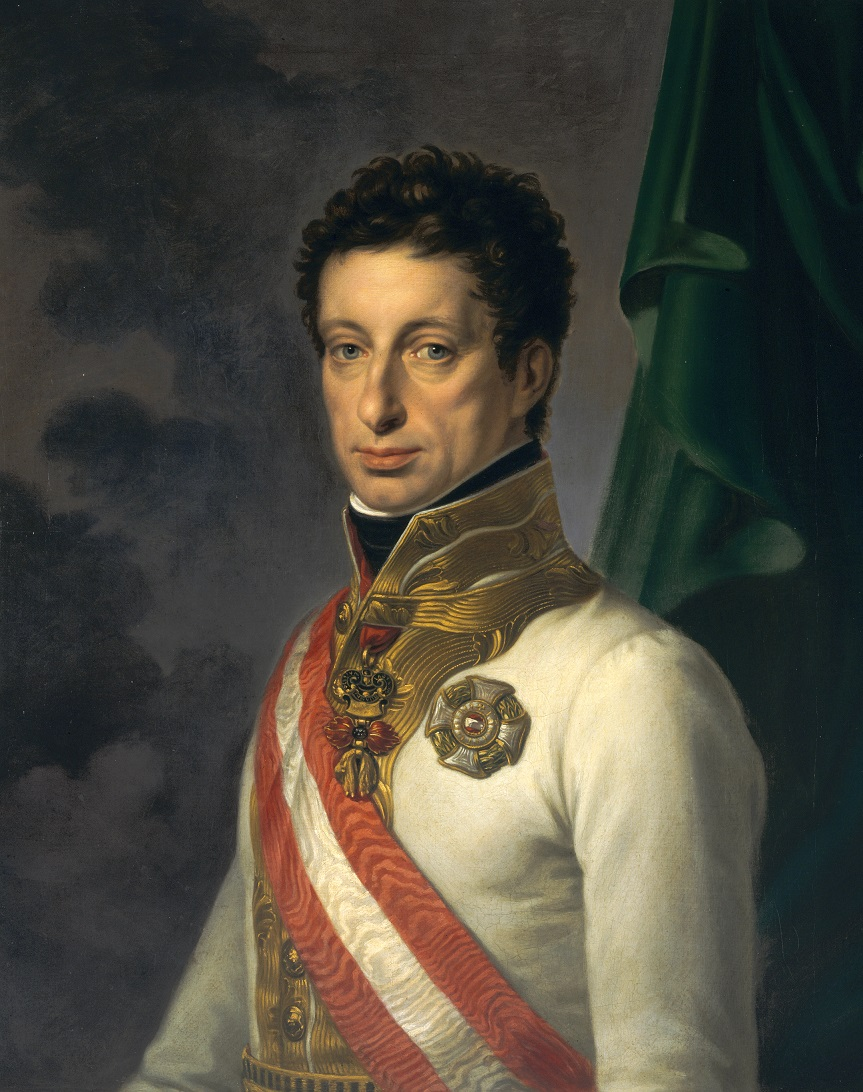
L'arciduca Carlo d'Asburgo-Teschen, ultimo comandante in capo austriaco nella campagna d'Italia del 1796–1797

Oltre a non sfruttare a dovere la vittoria su Joubert riportata il 12 gennaio, Alvinczy commise anche l'errore di dividere il suo esercito, con tutti i problemi di comunicazione e di coordinazione che ne derivarono, in sei colonne al comando dei generali Quosdanovich, Lusignan, Lipthay, Köblös, Ocskay e Vukassovich. Nel frattempo Napoleone si era unito a Joubert senza aspettare il grosso dell'esercito, le cui prime avanguardie vennero avvistate alle 6:00 del 14 gennaio 1797. Subito tutti gli uomini disponibili vennero inviati a presidiare il villaggio di San Marco (fondamentale per tenere la gola di Osteria) e il terreno davanti alle posizioni centrali austriache. All'alba un attacco francese venne efficacemente respinto dagli austriaci, che ben presto si impossessarono delle alture dominanti la gola di Osteria, aggravando la situazione dei francesi resa già ancora più precaria dalle truppe di Lusignan che erano sbucate a sud di Rivoli minacciando le loro retrovie. Persa Osteria alle 11:00, Napoleone fu aiutato da un fortunato colpo di cannone francese che fece saltare in aria due carri di munizioni austriaci creando il caos, di cui subito approfittarono 500 tra fanti e cavalieri francesi che rioccuparono la gola. Senza un attimo di tregua i soldati francesi vennero rimandati a respingere Köblös e Lipthay, manovra coronata dal successo. Anche Lusignan venne fermato, perdendo 3 000 uomini presi prigionieri tra Massena, schierato a Rivoli, e Rey, in arrivo da sud.
Verso le 17:00 Bonaparte, sapendo che il generale austriaco Provera era in procinto di guadare l'Adige ad Angiari, decise di lasciare il comando a Joubert per andare a dirigere le operazioni attorno a Mantova, visto che ormai la situazione a Rivoli era completamente sotto controllo francese. Joubert, il 15 gennaio, respinse definitivamente presso la postazione di La Corona le tre colonne centrali austriache, la cui ritirata fu tagliata da Murat e Vial che controllavano i passi montani nelle loro retrovie. Lo stesso giorno, Provera era riuscito, non senza perdite, ad arrivare nei pressi di Mantova, venendo tuttavia fermato dai soldati di Sérurier che accerchiavano la città. Il 16 gennaio l'ultima sortita del vecchio generale Wurmser ebbe esito fallimentare, e nel pomeriggio l'arrivo di Napoleone alle spalle di Provera causò la fine dei tentativi austriaci di liberare Mantova. La città infine si arrese, con l'onore delle armi, il 2 febbraio 1797.
La caduta di Mantova suggellò il controllo francese dell'Italia settentrionale. Lo stesso giorno in cui Sérurier guardava sfilare Wurmser fuori da Mantova, Bonaparte raccolse 9 000 uomini con i quali si presentò in Romagna obbligando Pio VI a siglare il trattato di Tolentino, con il quale la Francia si assicurò una forte somma in denaro per continuare la guerra contro l'Austria, sconfitta ma non del tutto piegata: l'arciduca Carlo d'Asburgo-Teschen stava infatti radunando nuovamente l'esercito per fronteggiare l'avanzata napoleonica.

### La marcia su Leoben
Nel febbraio 1797 il Direttorio, visti gli sviluppi in Italia, cambiò la propria strategia assegnando uomini e risorse a Napoleone a scapito del fronte tedesco, riponendo nel generale còrso le speranze di una felice fine della guerra. Tuttavia, non era nei piani di Bonaparte aspettare che l'arciduca Carlo radunasse altri 50 000 militi in Friuli e nel Tirolo. Il generale francese, che ora aveva 60 000 uomini, ne lasciò 10 000 al comando di Joubert in Tirolo nell'eventualità di un attacco nemico, anche se l'obiettivo primario era avanzare in due colonne (Joubert e Napoleone per l'appunto, rispettivamente marcianti lungo la valle dell'Avisio e il Friuli) le quali si sarebbero unite nella valle del fiume Drava per convergere assieme verso Vienna.

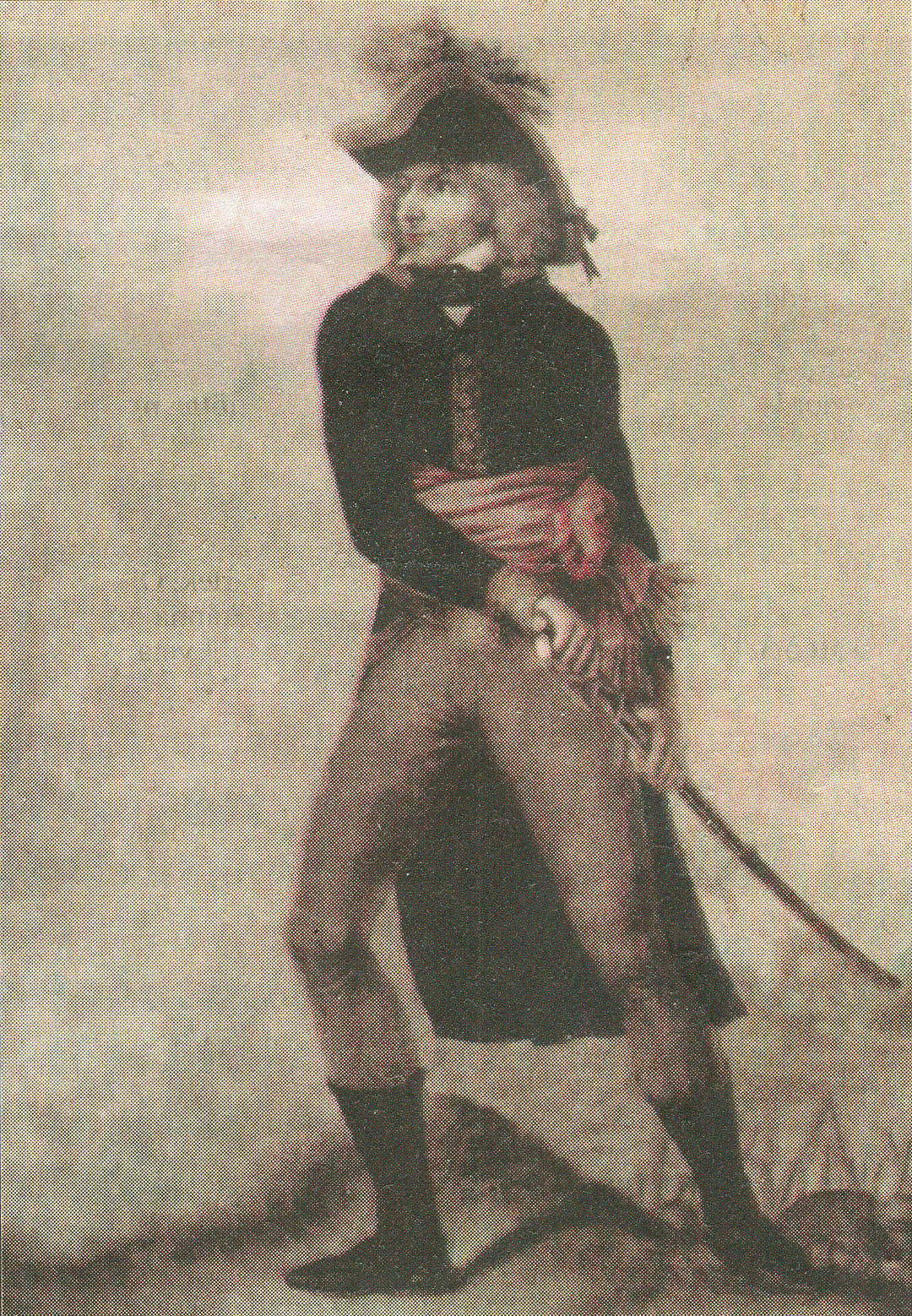
Il generale Jean-Baptiste Bernadotte, arrivato in Italia con i rinforzi dell'Armata di Sambre e Mosa

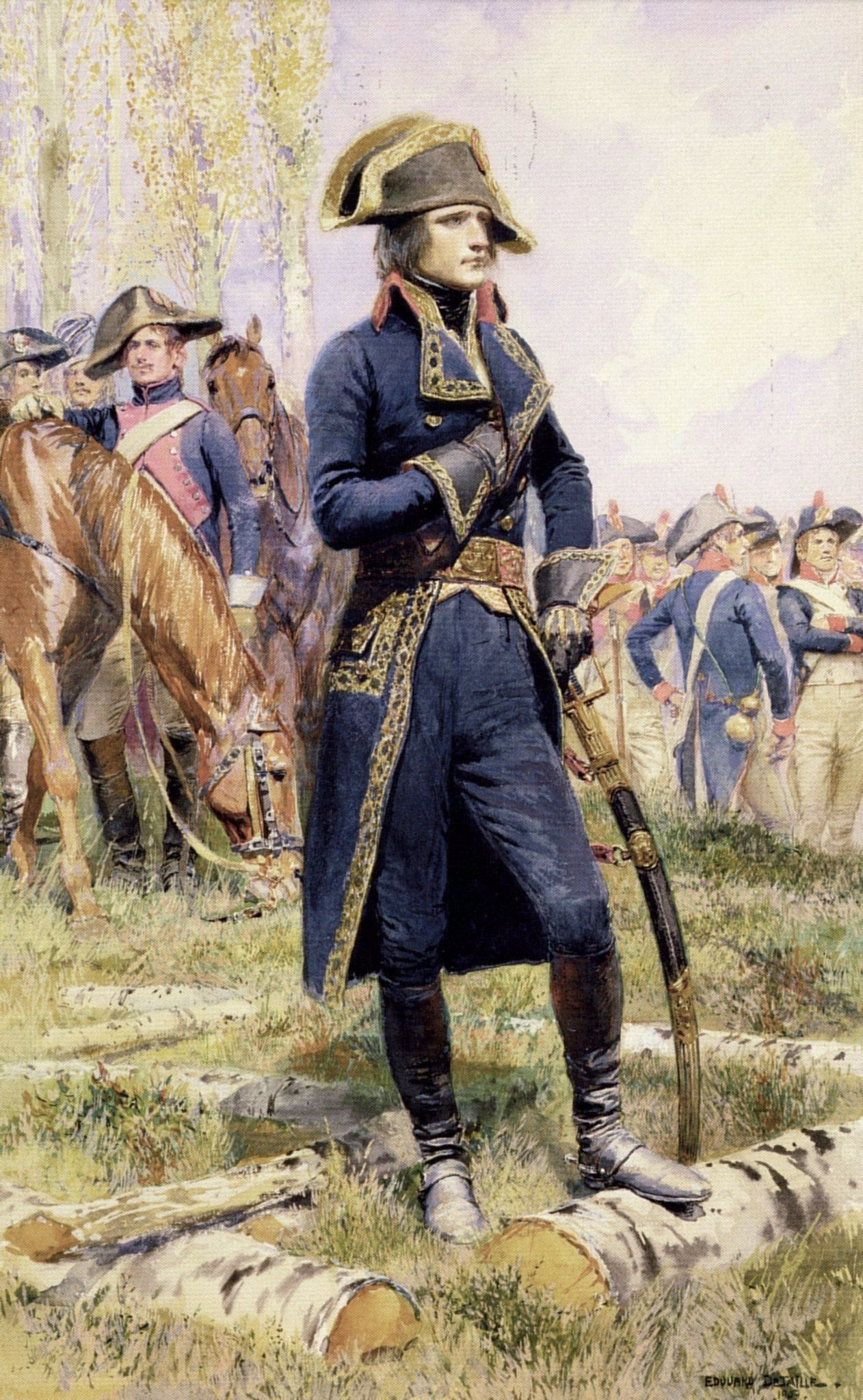
Il generale Bonaparte durante la prima campagna d'Italia

I primi generali francesi a muoversi, varcando il Brenta, furono Massena, Guieu (succeduto al malato Augereau), Jean-Baptiste Bernadotte (nuovo arrivato dalla Germania insieme al generale Antoine Delmas con un importante rinforzo di truppe) e Sérurier, i quali avanzarono senza difficoltà occupando Primolano il 1º marzo. Il 10 marzo l'armata d'Italia si rimise in marcia per tagliare tutte le quattro possibili vie di ritirata (valle del Tagliamento, Isonzo e Tarvisio, Lubiana e Klagenfurt o valle del fiume Mura) dell'arciduca Carlo, posizionato tra Spilimbergo e San Vito al Tagliamento. Il nucleo principale d'attacco era costituito da 32 000 francesi che puntarono su Valvasone coperti alla loro sinistra dagli 11 000 uomini di Massena, e il 16 marzo i francesi guidati dal generale Bernadotte guadarono il Tagliamento catturando 500 austriaci e 6 cannoni. L'arciduca Carlo ordinò una ritirata su Udine, ma i francesi continuarono l'avanzata impegnando l'austriaco Lusignan a Tarvisio che, sebbene rinforzato da tre divisioni, non riuscì a non perdere la città assieme a 32 cannoni e 5 000 uomini, mentre Bernadotte inseguì il resto dell'armata austriaca verso Lubiana e il generale Dugua entrò a Trieste. Nel frattempo, la colonna di Joubert in Tirolo era riuscita a prendere Bolzano e Bressanone, spianando la via per Klagenfurt, raggiunta felicemente il 29 marzo da Massena, Guieu e Chabot (al posto del nuovamente ammalato Sérurier).
A questo punto Napoleone prese la decisione di lasciare sguarnite le linee di comunicazione ordinando a Joubert, Bernadotte e Victor di concentrarsi a Klagenfurt (erano infatti necessari rinforzi per marciare su Vienna, anche a causa dei forti distaccamenti lasciati a sorvegliare i fianchi dello schieramento francese) in attesa dell'attacco del generale Moreau sul Reno, che tuttavia non dava segno di voler passare all'azione. Per temporeggiare, i francesi il 7 aprile 1797 occuparono Leoben (nell'attuale Stiria) come prova di forza per indurre l'arciduca Carlo ad accettare la sospensione delle ostilità avanzata già il 31 marzo. Con le avanguardie di Napoleone giunte fino a Semmering, lo stesso 7 aprile Carlo firmò una tregua di cinque giorni. L'accordo non migliorò la situazione francese perché Moreau non era ancora passato all'offensiva, inoltre si stavano sviluppando moti di rivolta nel Tirolo ed a Venezia. Di fronte agli eventi, Napoleone ottenne il 13 aprile un'altra tregua di cinque giorni, ma il 16, senza attendere il plenipotenziario del Direttorio, il generale Clarke, avanzò una serie di punti (trattato di Leoben) accettati e siglati dagli austriaci il 17 aprile. In questo modo terminò la campagna d'Italia. Il Sacro Romano Impero, dopo la stipula del definitivo trattato di Campoformio, fu obbligato a cedere alla Francia i Paesi Bassi austriaci, accettò l'occupazione francese della riva sinistra del Reno e delle Isole Ionie e riconobbe la Repubblica Cisalpina; in cambio il Direttorio offrì la Repubblica di Venezia compresa l'Istria, la Dalmazia e altri territori nell'Adriatico.

## Cronologia delle battaglie
Di seguito è riportata la cronologia delle battaglie della campagna. Ove non altrimenti indicato le forze della Coalizione si intendono austriache. Il grassetto indica il comandante vincitore.
| Battaglia                  | Data                             | Francesi       | Francesi       | Coalizione                 | Coalizione     | Note                      |
| Battaglia                  | Data                             | Comandante     | Forze in campo | Comandante                 | Forze in campo | Note                      |
| -------------------------- | -------------------------------- | -------------- | -------------- | -------------------------- | -------------- | ------------------------- |
| Voltri                     | 10 aprile 1796                   | Col. Cervoni   | 3 500          | FZM Beaulieu               | 10 000         |                           |
| Montenotte                 | 11-12 aprile 1796                | Gen. Bonaparte | 14 000         | FML Argenteau              | 9 000          |                           |
| Millesimo (Cosséria)       | 13-14 aprile 1796                | Gen. Bonaparte | 9 000          | FML Provera                | 988            | Austro-sardi              |
| Dego I                     | 14 aprile 1796                   | Gen. Bonaparte | 12 000         | FML Argenteau              | 5 700          |                           |
| Dego II                    | 15 aprile 1796                   | Gen. Massena   | 15 000         | FML Vukassovich            | 3 500          |                           |
| Ceva                       | 16 aprile 1796                   | Gen. Bonaparte | 6 000          | Gen. Colli                 | 7 908          | Sardi                     |
| Bicocca di San Michele     | 19 aprile 1796                   | Gen.Bonaparte  | 17 500         | Gen. Colli                 | 13 000         | Sardi                     |
| Lodi                       | 10 maggio 1796                   | Gen. Bonaparte | 17 500         | FZM Beaulieu               | 9 500          | Austro-napoletani         |
| Borghetto                  | 30 maggio 1796                   | Gen. Bonaparte | 27 000         | FZM Beaulieu               | 6 000          | Austro-napoletani         |
| Castello di Milano         | 16 maggio – 29 giugno 1796       | Gen. Dupois    | 6 000          | Obst.Lt.Lamy               | 2 000          | Assedio                   |
| Rivoli I                   | 29 luglio 1796                   | Gen. Massena   | 10 000         | FM Wurmser                 | 22 000         |                           |
| Mantova I                  | 4 luglio – 1º agosto 1796        | Gen. Sérurier  | 36 000         | FML Canto de Irles         | 13 753         | Assedio                   |
| Lonato                     | 2-3 agosto 1796                  | Gen. Bonaparte | 20 000         | FML Quosdanovich           | 13 000         |                           |
| Castiglione dello Stiviere | 5 agosto 1796                    | Gen. Bonaparte | 34 000/35 000  | FM Wurmser                 | 15 500         |                           |
| Rovereto                   | 4 settembre 1796                 | Gen. Bonaparte | 20 000         | FML Davidovich             | 10 000         |                           |
| Primolano                  | 7 settembre 1796                 | Gen. Augereau  | 8 200          | Obst. Cavasini             | 4 000          |                           |
| Bassano I                  | 8 settembre 1796                 | Gen. Bonaparte | 20 000         | FM Wurmser                 | 11 000         |                           |
| Cerea                      | 11 settembre 1796                | Gen. Massena   | 6 600          | FM Wurmser                 | 3 500          |                           |
| Legnago                    | 12 settembre 1796                | Gen. Augereau  | 8 000          | ???                        | 1 700          |                           |
| La Favorita di Mantova I   | 15 settembre 1796                | Gen. Bonaparte | 17 000         | FM Wurmser                 | 14 000         |                           |
| Fontaniva                  | 5 novembre 1796                  | Gen. Massena   | 7 000          | GM Lipthay                 | 3 000          |                           |
| Bassano II                 | 6 novembre 1796                  | Gen. Bonaparte | 19 500         | FZM Alvinczy               | 28 000         |                           |
| Cembra e Calliano          | 2-7 novembre 1796                | Gen. Vaubois   | 10 500         | FML Davidovich             | 11 000         |                           |
| Caldiero                   | 12 novembre 1796                 | Gen. Bonaparte | 24 000         | FZM Alvinczy               | 12 000         |                           |
| Arcole                     | 15-17 novembre 1796              | Gen. Bonaparte | 20 000/23 800  | FZM Alvinczy               | 18 500         |                           |
| Rivoli II                  | 17 novembre 1796                 | Gen. Vaubois   | 6 500          | FML Davidovich             | 8 500          |                           |
| Rivoli III                 | 22 novembre 1796                 | Gen. Bonaparte | 15 000         | FML Davidovich             | 7 000          |                           |
| Rivoli IV                  | 14-15 gennaio 1797               | Gen. Bonaparte | 22 000/22 750  | FZM Alvinczy               | 28 000         |                           |
| La Favorita di Mantova II  | 16 gennaio 1797                  | Gen. Bonaparte | 28 000         | FM Wurmser                 | 14 000         |                           |
| Mantova II                 | 27 agosto 1796 – 2 febbraio 1797 | Gen. Sèrurier  | 10 000         | FM Wurmser                 | 28 000         | Assedio                   |
| Castel Bolognese           | 3 febbraio 1797                  | Gen. Victor    | 9 000          | Gen. Colli                 | 7 000          | Papalini                  |
| Ancona                     | 9 febbraio 1797                  | Gen. Victor    | 4 000          | ???                        | 1 200          | Resa guarnigione Papalina |
| Valvasone                  | 16 marzo 1797                    | Gen. Bonaparte | 40 000         | FM Carlo d'Asburgo-Teschen | 5 000          |                           |
| Gradisca                   | 17 marzo 1797                    | Gen. Bonaparte | 18 000         | Obst. Augustinetz          | 2 500          | Resa guarnigione          |
| Tarvisio                   | 22-23 marzo 1797                 | Gen. Massena   | 11 000         | FM Carlo d'Asburgo-Teschen | 8 000          |                           |

Legenda dei gradi

Gradi austriaci:
- FM = Feldmarschall (maresciallo di campo)
- FZM = Feldzugmeister (equivalente a generale, comandante d'armata)
- FML = Feldmarschalleutnant (equivalente a tenente generale, comandante di corpo d'armata)
- GM = Generalmajor (maggiore generale, comandante di divisione)
- Obst. = Oberst (colonnello, comandante di reggimento).
- Obst.Lt. = Oberstleutnant (tenente colonnello, comandante o vicecomandante di reggimento).

Gradi francesi:
- In questo periodo esisteva un grado unico di generale.